# Fribourg (stacja kolejowa)
Fribourg (francuski: Gare de Fribourg) – stacja kolejowa we Fryburgu, w kantonie Fryburg, w Szwajcarii.

## Historia
Pierwsza stacja Freiburg został wybudowany w latach 1872–1873, obok istniejących stacji i zastąpiła prosty drewniany budynek z 1862 roku. Jego budowę powierzono architektowi Adolfowi Fraisse. Linia Berno – Fryburg została otwarta 20 sierpnia 1862, i została przedłużona do Lozanny 2 września tego roku przez Towarzystwo Kolei Zachodniej Szwajcarii.
W tym czasie armia nie chciała linii kolejowej Lozanna – Berno przez Fryburg. Wojsko uważało, że linia będzie zbyt „zagrożona” w przypadku konfliktu. Rząd i miasto musiało walczyć o ten fragment linii i samą stację. W 1905 roku, władze chciały budowy nowej stacji, która została uruchomiona w 1928 roku.
W dniu 7 września 2007, stara stacja z 1872 roku, stała się centrum kultury, zawierającym kawiarnię, teatr i dwa festiwale, za kwotę 4,5 mln franków. W zabytkowym budynku, mieści się tu Nowy Świat i jego teatr, Międzynarodowy Festiwal Filmowy we Fryburgu i Belluard Bollwerk International.